# Liang Sili

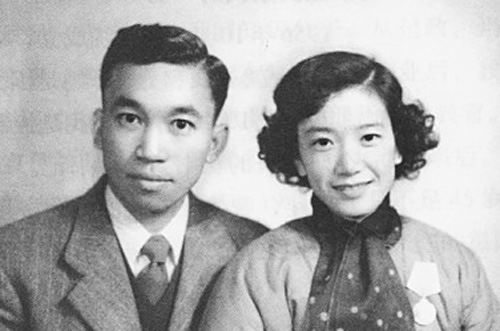
Liang Sili mit seiner Ehefrau Mai Xiuqiong im November 1956

Liang Sili (chinesisch 梁思禮 / 梁思礼, Pinyin Liáng Sīlǐ; * 24. August 1924 in Peking; † 14. April 2016 ebenda) war ein chinesischer Raketenentwickler und Mitglied der chinesischen Akademie der Wissenschaften.

## Leben
Er war der jüngste Sohn des Gelehrten Liang Qichao. Seine beiden älteren Brüder Liang Sicheng und Liang Siyong waren ebenfalls Akademiker.
Nach dem Abitur am Yaohua-Gymnasium in Tianjin – sein Vater war 1929 gestorben – ging Liang Sili 1941 mit einem Stipendium des Carleton College in Northfield, Minnesota in die USA und machte 1945 an der Purdue University in West Lafayette, Indiana sein Vordiplom in Elektromaschinenbau. Er erhielt ein Arbeitsplatzangebot von der Elektronikfirma Radio Corporation of America, aber da Arbeiter und Angestellte damals jederzeit zum Wehrdienst eingezogen werden konnten und er nicht für die USA kämpfen wollte, entschied er sich für eine Fortsetzung des Studiums. Er wechselte an die University of Cincinnati, wo er 1947 das Ingenieurdiplom erwarb und 1949  in Automatisierungstechnik promovierte.
1948 hatte sich Liang Sili der in Teilen der Kuomintang nahestehenden Chinese Students Christian Association in North America (北美基督教中国学生会) angeschlossen und fungierte dort als Mitglied des Exekutivkomitees. Als sich dann aber am 18. Juni 1949 dreizehn lokale Untergrundorganisationen der KPCh zur Association of Chinese Scientific Workers in U.S.A. (中国留美科学工作者协会) zusammenschlossen, wechselte er zu dieser Organisation. Neben der Verbesserung der Arbeits- und Lebensbedingungen der chinesischen Akademiker in den USA war das Hauptziel des Vereins, Studenten nach dem Abschluss ihres Studiums bei der Rückkehr nach China zu unterstützen, damit sie dort beim Aufbau des Landes mithelfen konnten.
Am 23. September 1949, eine Woche vor der offiziellen Gründung der Volksrepublik China, schiffte sich Liang Sili in San Francisco auf der SS President Cleveland ein, einem Passagierschiff der American President Lines, und kehrte in seine Heimat zurück.
Nachdem er im Oktober 1949 nach acht Jahren wieder chinesischen Boden betreten hatte, arbeitete Liang Sili ab Januar 1950 zunächst am Forschungsinstitut für Fernmeldewesen des Ministeriums für Post und Fernmeldewesen (中央人民政府邮电部电信研究所). 1953 wurde Forschungsinstitut für Fernmeldewesen vom Wissenschaftlichen Forschungsinstitut für Elektronik der Abteilung für Fernmeldewesen beim Generalstab der Volksbefreiungsarmee (中国人民解放军总参谋部通信兵部电子科学研究所) übernommen, das heutige Büro für Fernmeldewesen beim Gemeinsamen Generalstab, und Liang Sili wechselte mit zu der neuen Abteilung. Dort wurde er stellvertretender Leiter der Arbeitsgruppe Antennen und elektrische Wellen (天线电波组). Anfang 1956 hatte Liang Sili als Mitglied der Expertengruppe, die einen nationalen Forschungsplan für die nächsten zwölf Jahre ausarbeiten sollte, an dem Kapitel Strahlantrieb-Technologie mitgeschrieben. Daraufhin wurde er im September 1956 zum 5. Forschungsinstitut des Verteidigungsministeriums versetzt, das am 8. Oktober 1956 offiziell seine Arbeit aufnahm und sich mit der Entwicklung von Trägerraketen für Kernwaffen befassen sollte.
Am 1. März 1957 übernahm der berühmte Raketenwissenschaftler Qian Xuesen die Leitung des Instituts. Liang Sili war zwar ein hervorragender Elektronik-Ingenieur, hatte sich aber wie alle anderen Mitarbeiter des Instituts noch nie mit Raketen befasst. Zu diesem Zeitpunkt war Qian Xuesen der einzige Wissenschaftler in China, der – als Professor am California Institute of Technology – bereits zu diesem Thema gearbeitet hatte; im Rahmen der Operation Paperclip hatte er 1945, noch in Deutschland, Wernher von Braun verhört. Nun musste Qian Xuesen die chinesischen Raketenkonstrukteure ausbilden. Liang Sili hörte bei Qian Vorlesungen und stieg bald zum stellvertretenden Leiter des Labors für Raketensteuerungssysteme (导弹控制系统研究室) auf. Als am 16. November 1957 am 5. Forschungsinstitut das 1. und das 2. Zweiginstitut eingerichtet wurden, kam das Labor für Raketensteuerungssysteme zum 2. Zweiginstitut, das sich mit der Elektronik der Raketen befasste. Im weiteren Verlauf stieg Liang Sili am 2. Zweiginstitut zum stellvertretenden Leiter der Hauptentwicklungsabteilung auf. Als das 5. Forschungsinstitut am 4. Januar 1965 per Beschluss des Nationalen Volkskongresses aus der Zuständigkeit des Verteidigungsministeriums herausgelöst und als „Siebtes Ministerium für Maschinenbauindustrie“ eigenständig wurde, wechselte Liang Sili zum 1. Zweiginstitut. Dort fungierte er zunächst als stellvertretender Leiter, dann als Leiter des „Instituts 12“, das heutige Forschungsinstitut für automatische Steuerung in der Raumfahrt.
Er spielte eine wichtige Rolle bei der Konstruktion zahlreicher chinesischer Raketen, darunter Dongfeng 2, Dongfeng 5, Langer Marsch 2 und Langer Marsch 3.
Liang Silis bekannteste Entwicklung ist der Bordcomputer der Interkontinentalrakete Dongfeng 5. 1965 befand sich China noch im Übergang von Elektronenröhren zu Transistoren, man hatte gerade erst damit begonnen sich mit integrierten Schaltkreisen zu befassen. Da bei einer Rakete das Gewicht jedoch eine große Rolle spielt, schlug Liang vor, für den Bordrechner diese neue Technologie zu verwenden, etwas das es bis dahin nur bei der amerikanische Minuteman II gab. Im September 1966 war der erste Prototyp des Computers fertiggestellt, aber er war noch zu groß und passte nicht in die Rakete mit ihrem geplanten Durchmesser von 3,35 m. Daraufhin verzichteten Liang und seine Kollegen auf die Fähigkeit zu Multiplikation und Division und konstruierten einen Computer, der mit Inkrement und Dekrement auskam, einen Speicher von nur 768 Byte besaß und mit 12 Befehlszeilen die Rakete bis in die USA steuern konnte.
1987 wurde Liang in die International Academy of Astronautics aufgenommen und 1993 in die Chinesische Akademie der Wissenschaften. 1994 wurde er Vizepräsident der International Astronautical Federation.
Liang war seit 1956 bis zu seinem Tode mit Mai Xiuqiong verheiratet und hatte drei Kinder: Liang Zuojun, Liang Hong und Liang Xuan.